# Trans-AMA 1978
La temporada de 1978 de la Trans-AMA, anomenada oficialment 1978 Trans-AMA motocross series, fou la 9a edició d'aquest campionat, organitzat per l'AMA. El calendari oficial constava de 7 proves puntuables, celebrades entre el 24 de setembre i el 5 de novembre. Aquella fou la darrera edició de la Trans-AMA com a tal, ja que a partir de 1979 aquest campionat passà a denominar-se Trans-USA.
Bob Hannah esdevenia el primer nord-americà a guanyar el campionat, amb un total de 4 victòries absolutes, mentre que el belga Roger De Coster i els nord-americans Rex Staten i Darrell Shultz se n'anotaven una cadascun.

## Rondes
Font:
| Ronda | Data           | Lloc                   | Guanyador       | Motocicleta |
| ----- | -------------- | ---------------------- | --------------- | ----------- |
| 1     | 24 de setembre | Lexington (Ohio)       | Bob Hannah      | Yamaha      |
| 2     | 1 d'octubre    | Buchanan (Michigan)    | Bob Hannah      | Yamaha      |
| 3     | 8 d'octubre    | New Berlin (Nova York) | Roger De Coster | Suzuki      |
| 4     | 15 d'octubre   | Axton (Virgínia)       | Bob Hannah      | Yamaha      |
| 5     | 22 d'octubre   | St. Peters (Missouri)  | Bob Hannah      | Yamaha      |
| 6     | 29 d'octubre   | Lake Whitney (Texas)   | Rex Staten      | Yamaha      |
| 7     | 5 de novembre  | Sonoma (Califòrnia)    | Darrell Schultz | Maico       |

## Classificació final
| Posició | Pilot           | Motocicleta | Punts |
| ------- | --------------- | ----------- | ----- |
| 1       | Bob Hannah      | Yamaha      | 283   |
| 2       | Rex Staten      | Yamaha      | 219   |
| 3       | Graham Noyce    | Honda       | 205   |
| 4       | Marty Tripes    | Honda       | 175   |
| 5       | Tommy Croft     | Honda       | 164   |
| 6       | Roger De Coster | Suzuki      | 161   |
| 7       | Kent Howerton   | Suzuki      | 153   |
| 8       | Gary Semics     | Can-Am      | 152   |
| 9       | Gaylon Mosier   | Kawasaki    | 143   |
| 10      | Denny Swartz    | Maico       | 142   |